# Unione Sportiva Juventus Domo 1939-1940
Questa voce raccoglie le informazioni riguardanti l'Unione Sportiva Juventus Domo nelle competizioni ufficiali della stagione 1939-1940.

## Rosa
| N. |                   | Ruolo | Calciatore       |
| -- | ----------------- | ----- | ---------------- |
|    | Italia (bandiera) | C     | M. Bertani       |
|    | Italia (bandiera) | C     | Enrico Bertolli  |
|    | Italia (bandiera) | C     | Augusto Brusa    |
|    | Italia (bandiera) | C     | Alberto Cotti    |
|    | Italia (bandiera) | C     | Giovanni Donna   |
|    | Italia (bandiera) | D     | Emilio Drutto    |
|    | Italia (bandiera) | A     | Bruno Forlano    |
|    | Italia (bandiera) | C     | Natale Gaggiotti |
|    | Italia (bandiera) | D     | Alfredo Gilardo  |
|    | Italia (bandiera) | D     | Oreste Giorcelli |
|    | Italia (bandiera) | C     | Alberto Gotti    |

| N. |                   | Ruolo | Calciatore        |
| -- | ----------------- | ----- | ----------------- |
|    | Italia (bandiera) | P     | Giovanni Mattioni |
|    | Italia (bandiera) | C     | Pacifico Mazza    |
|    | Italia (bandiera) | D     | M. Migliorati     |
|    | Italia (bandiera) | D     | Giuseppe Ponti    |
|    | Italia (bandiera) | A     | Felice Prandini   |
|    | Italia (bandiera) | D     | Primo Ranaboldo   |
|    | Italia (bandiera) | P     | Felice Rinolfi    |
|    | Italia (bandiera) | A     | Giovanni Sella    |
|    | Italia (bandiera) | A     | Franco Torricelli |
|    | Italia (bandiera) | A     | Giovanni Toscano  |